# ФК Банат Дупљаја
ФК Банат је српски фудбалски клуб из Дупљаје, Бела Црква и тренутно се такмичи у Општинској лиги Вршац - Бела Црква, седмом такмичарском нивоу српског фудбала.